# Simon Msuva
Simon Happygod Msuva (ur. 2 października 1993 w Dar es Salaam) – tanzański piłkarz grający na pozycji skrzydłowego lub ofensywnego pomocnika w drugoligowym saudyjskim klubie Al Qadsiah oraz reprezentacji Tanzanii.

## Kariera klubowa
Simon Msuva dorosłą karierę w klubie Azam FC. Po roku przeniósł się do Moro United. W 2012 przeniósł się do Young Africans. W klubie rozegrał ponad 100 meczów we wszystkich rozgrywkach. Potem występował w Difaâ El Jadida, gdzie również rozegrał wiele spotkań. W 2020 roku został piłkarzem Wydad Casablanca. W sezonie 2021/22 zdobył Afrykańską Ligę Mistrzów. W 2022 przeniósł się do Al Qadsiah.

## Kariera reprezentacyjna
W reprezentacji Tanzanii zadebiutował 15 sierpnia 2012 w meczu z Botswaną. Pierwszego gola zdobył 28 listopada 2015 w meczu z Rwandą. Został powołany na Puchar Narodów Afryki 2019, gdzie zdobył bramkę w meczu z Kenią.